# ابراهیم ابوبکر کیتا
ابراهیم ابوبکر کیتا یا ابراهیم بوباکار کیتا (به فرانسوی: Ibrahim Boubacar Keïta) (زادهٔ ۲۹ ژانویهٔ ۱۹۴۵ در سیکاسو – درگذشتهٔ ۱۶ ژانویهٔ ۲۰۲۲) ششمین رئیس‌جمهور مالی از ۱۹ سپتامبر ۲۰۱۳ تا ۱۹ اوت ۲۰۲۰ بود. پیش از آن وی نخست‌وزیر مالی بین سال‌های ۱۹۹۴ تا ۲۰۰۰ و از سال ۲۰۰۲ تا ۲۰۰۷ رئیس پارلمان این کشور بود. کیتا در دانشگاه سوربون پاریس درس خوانده و در مالی ابتدا برای صندوق توسعه اروپا کار می‌کرد. وی در ۱۹ اوت ۲۰۲۰ پس از آن که در یک کودتای نظامی دستگیر شد از سمت خود استعفا داد.

## انتخابات ریاست جمهوری مالی ۲۰۱۳
این اولین انتخابات پس از کودتای ماه مارس سال ۲۰۱۲ میلادی است که تومانی توره، رئیس‌جمهور منتخب در جریان آن چند ماه پیش از به پایان رسیدن دوره ریاست جمهوری خود سرنگون شد.
کیتا در انتخابات ریاست جمهوری سال ۲۰۱۳، از حزب «راهپیمایی مالی» و با شعار «اول مالی» شرکت کرد.
رقبای کیتا، «سومایلا سیسه» وزیر دارایی پیشین و رئیس کمیسیون اقتصادی و پولی غرب آفریقا و «سومانو ساکو»، (نامزد حزب کنگره ملی همبستگی آفریقا) سیاستمدار و کارشناس اقتصادی و نخست‌وزیر مالی بین سال‌های ۱۹۹۱ تا ۱۹۹۲ بوند که با کشیده شدن انتخابات به دور دوم، کیتا توانست بر سومایلا سیسه پیروز شود.
انتخابات ریاست جمهوری مالی پس از کودتای نظامی و درگیری‌های نظامی و با حمایت سازمان‌های غربی برگزار شد. همچنین سازمان ملل اعلام کرد تخلفی در انتخابات گزارش نشد.
مالی یکی از فقیرترین کشورهای آفریقایی به‌شمار می‌رود.

## کودتای ۲۰۲۰
در پی چند ماه اعتراضات مردمی، سرانجام در ۱۸ اوت ۲۰۲۰ عناصری از نیروهای مسلح مالی اقدام به کودتا کردند. آنها چندین مقام حکومتی از جمله رئیس‌جمهور ابراهیم ابوبکر کیتا را دستگیر کردند و در نتیجه وی مجبور به کناره‌گیری از قدرت شد.

### رئیس‌جمهور مالی
در ۱۸ اوت ۲۰۲۰، ابراهیم ابوبکر کیتا و بابو سیسه در کودتایی که صورت گرفت توسط سربازان دستگیر شدند. روز بعد، کیتا پارلمان را منحل کرد و استعفای خود را اعلام نمود و اظهار داشت برای در قدرت ماندن حاضر نیست خون ریخته شود.
در ۲۸ اوت ۲۰۲۰ سخنگوی کودتاگران اعلام کرد رییس جمهور سابق آزاد شده و به خانه بازگشته است.